# Electric Arguments
Electric Arguments és el tercer àlbum de l'ex Beatle Paul McCartney i el productor Youth sota el pseudònim de The Fireman, publicat el 2008
L'àlbum fou enregistrat en tretze dies durant el període de quasi un any. Electric Arguments és el tercer àlbum de The Fireman i és molt innovador, ja que és el primer que compta amb veus, ja que els anteriors àlbums havien estat únicament de música ambiental.
El 5 de juliol, Paul McCartney va donar el tema "Lifelong Passion (Sail Away)" per la gala benèfica d'Adopt-A-Minefield, una organització en contra de les mines antipersona.
El 29 de setembre la cançó "Nothing Too Much Just Out Of Sight" fou emesa al programa de BBC Radio One de Zane Lowe, essent així emès per primer cop. A més des del 8 d'octubre de 2008, aquesta mateixa cançó pot ésser descarregada del web musical NME Arxivat 2008-11-05 a Wayback Machine.

## Llista de cançons
Totes les cançons escrites i interpretades per Paul McCartney
1. "Nothing Too Much Just Out Of Sight" - 4:58
2. "Two Magpies" - 2:16
3. "Sing The Changes" - 3:47
4. "Travelling Light" - 5:09
5. "Highway" - 4:20
6. "Light From Your Lighthouse" - 2:35
7. "Sun Is Shining" - 5:15
8. "Dance 'Til We're High" - 3:41
9. "Lifelong Passion (Sail Away)" - 4:52
10. "Is This Love?" - 5:55
11. "Lovers In A Dream" - 5:25
12. "Universal Here, Everlasting Now" - 5:09
13. "Don't Stop Running" - 10:32

- Inclou una bonus track que comença en 7:57

## Electric ArgumentsDeluxe Edition
El 2 de juny de 2009 sortia a la venda l'edició Deluxe del mateix àlbum, que inclou el disc original, el disc en edició vinil, un DVD amb videoclips i imatges de la gravació del disc, un altre DVD amb les cançons en alta qualitat i finalment un disc amb bonus tracks instrumentals:
Totes les cançons escrites i interpretades per Paul McCartney
1. Solstice Ambient Acapella - 15:11
2. Travelling Light Instrumental - 8:16
3. Wickerman Ambient Dub - 12:41
4. Morning Mist Instrumental Dub - 5:40
5. Equinox Instrumental - 8:22
6. Sawain Ambient Acapella - 4:51
7. Sawain Instrumental Dub - 4:51